# Lac de Maine
Pour l’article homonyme, voir Lac de Maine (quartier).
Le lac de Maine est un lac artificiel creusé vers 1970 au sud-ouest d'Angers dans le quartier du même nom. Son nom vient de la Maine, rivière formée à la confluence de la Mayenne, du Loir et de la Sarthe dans les basses vallées angevines avant de se jeter dans la Loire.

## Histoire
Jusque dans les années 1960 le site actuel du lac de Maine est un ensemble de prairies inondables destinées à l'élevage appelées « les prairies d'Aloyaux »,.
Le creusement du lac résulte de l'exploitation d'une carrière de grave entre 1960 et 1969. Les granulats étaient nécessaires à la création d'un remblai pour surélever le quartier Saint-Serge et l'expansion du marché d'intérêt national d'Angers.
En 2016, un budget de 2 millions d'euros est voté pour la rénovation de la pyramide. La rénovation de la toiture en ardoise commence en juillet 2017.

## Activités
Le lac du Maine est aménagé en espace où se pratiquent des activités nautiques pour les habitants de l'agglomération et du département. Autour a été aménagé un espace vert de promenade et de pique-nique.
La pyramide a été construite aux abords du lac en 1969. Elle abrite une base nautique, un point de restauration et des salles de réunion.

## Incidents
En août 2018, les autorités sanitaires interdisent la baignade dans le lac en raison d'une suspicion d'algues toxiques dans l'eau, les cyanobactéries de type Woronichinia. En 2016, l'Agence régionale de santé démentait pourtant les « fausses rumeurs » sur la qualité de l'eau qui circulaient sur les réseaux sociaux, malgré des analyses qui révélaient bien une présence élevées en cyanobactéries.
En mai 2019, un incendie se déclare dans le garage du sous-sol de la pyramide du lac. Une voiture électrique qui s'y trouvait aurait pris feu.

## Galerie

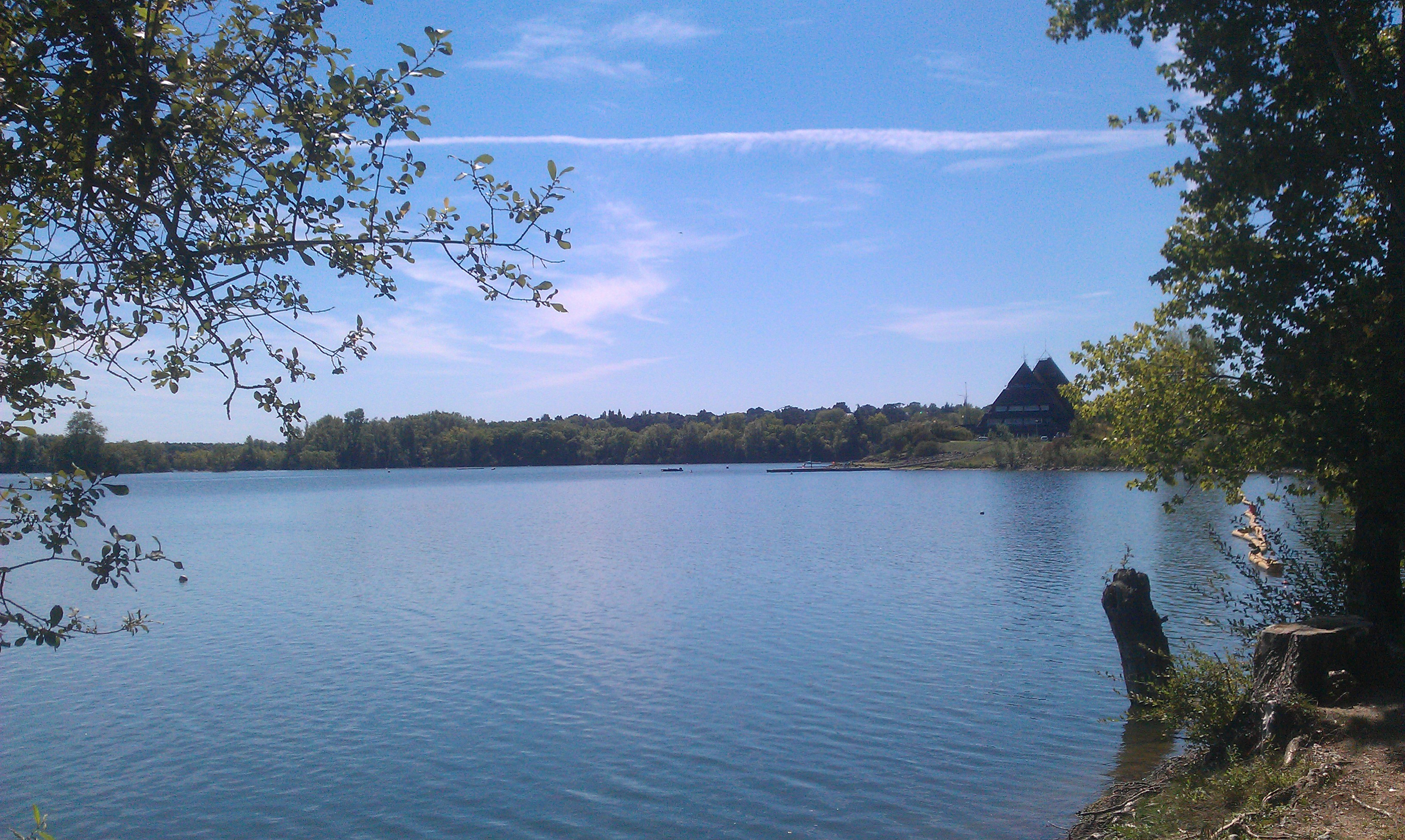
Pyramide du lac de Maine.
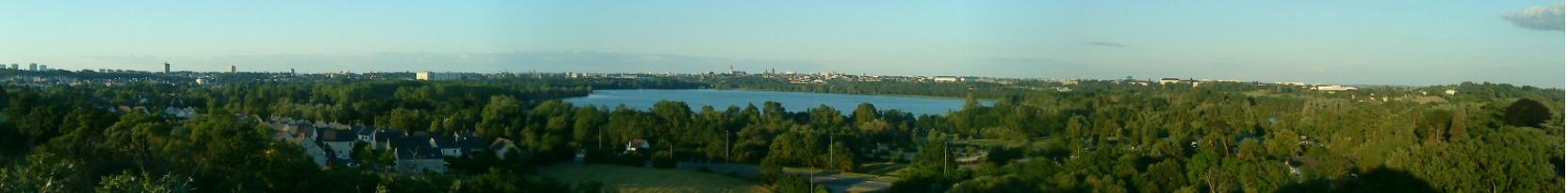
Panorama sur le lac de Maine de la croix de Maine.
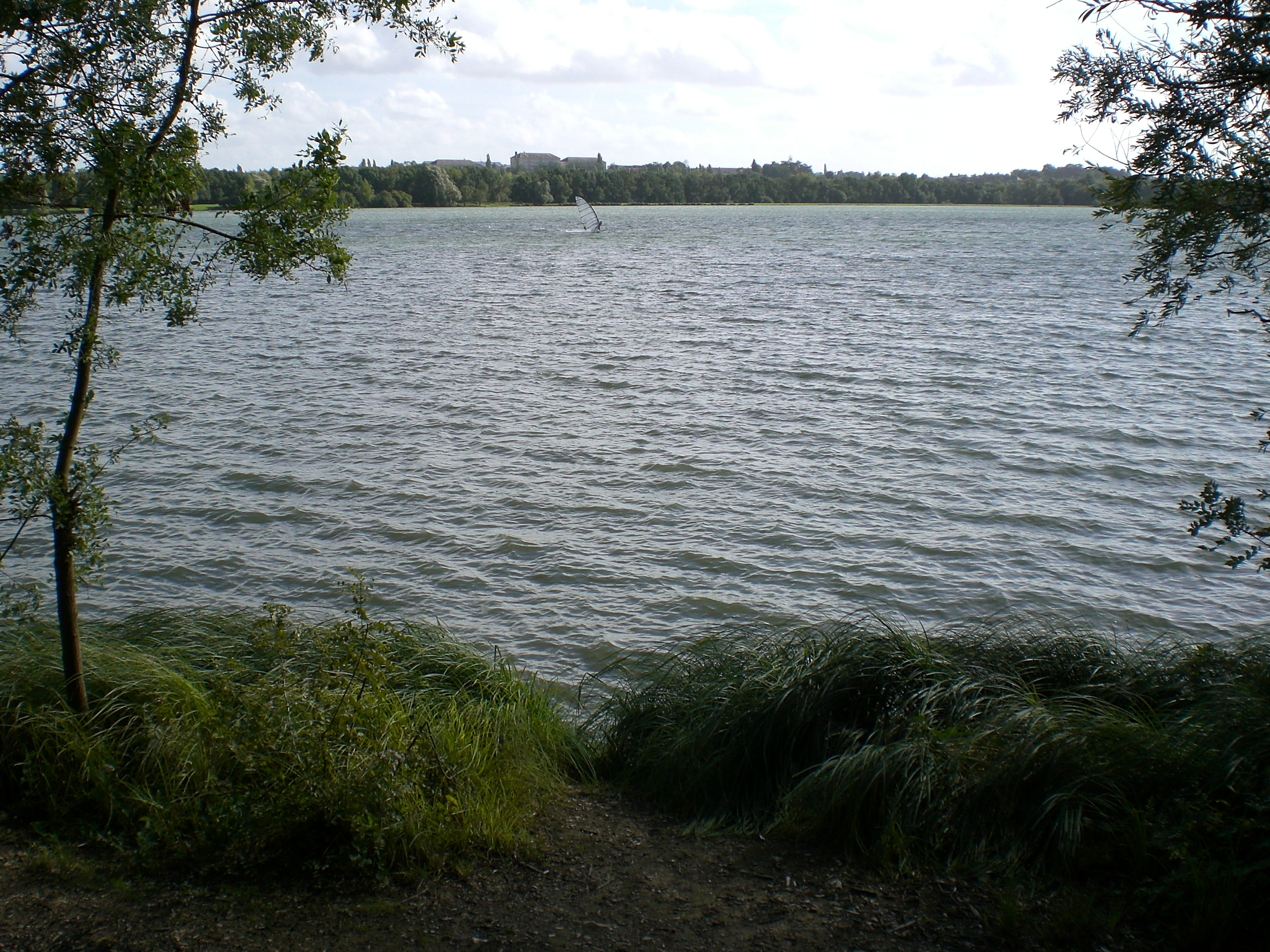
Lac de Maine.
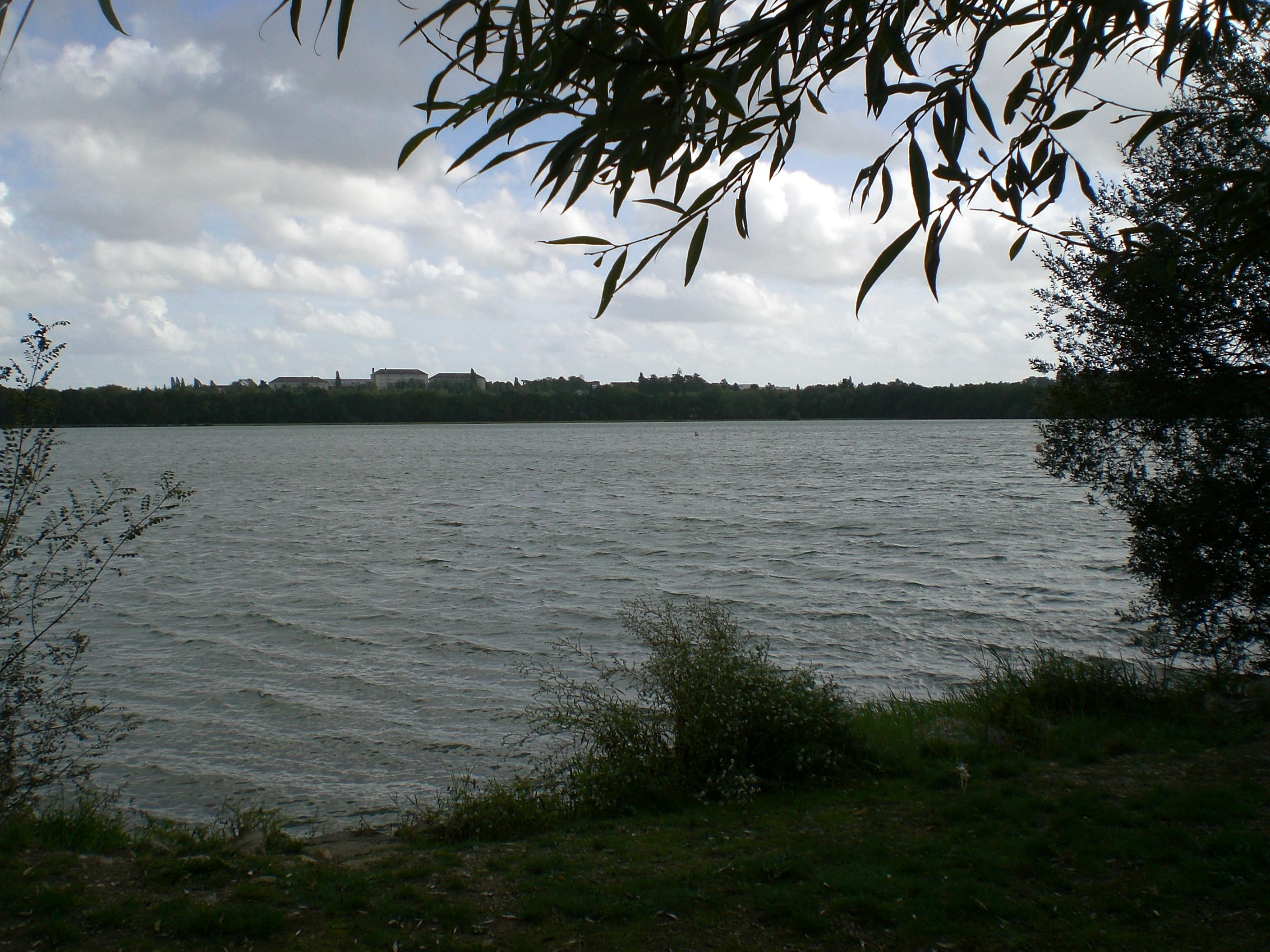
Lac de Maine, vue sur Berthezène.
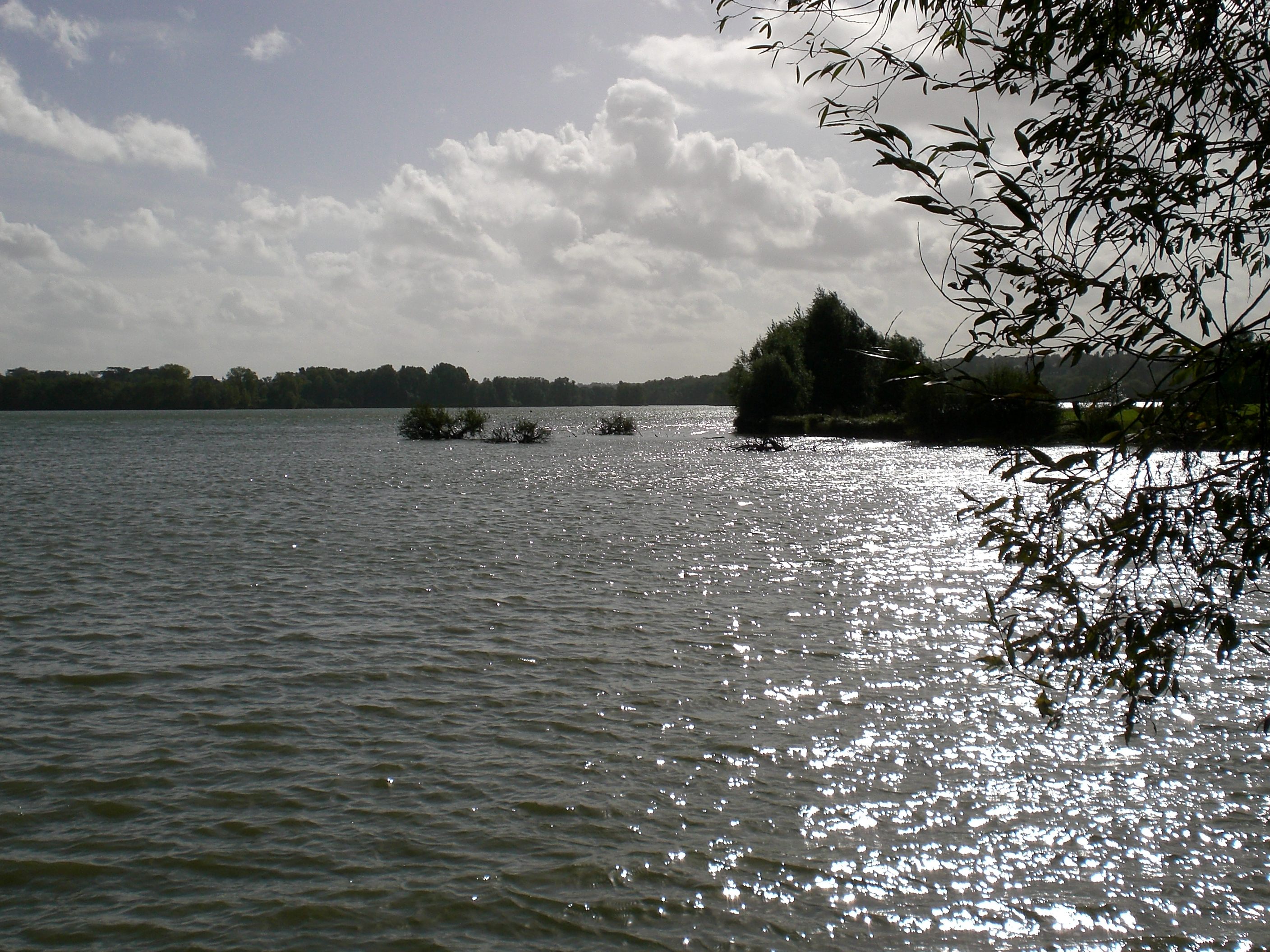
Lac de Maine.

### Pages liées
- Liste des zones naturelles d'intérêt écologique, faunistique et floristique de Maine-et-Loire